# نویسنده فنی
نویسنده فنی (انگلیسی: Technical writer) یک رابط اطلاعات حرفه‌ای است، که وظیفهٔ او انتقال دانش و اطلاعات بین دو یا چند طرف می‌باشد. نویسندگان فنی دیتاها و اطلاعات مورد نیاز خود را از طریق تحقیق به دست آورده یا خود اقدام به ایجاد آن اطلاعات می‌نمایند و اغلب از طریق رسانه‌های در دسترس (الکترونیکی، چاپی، صوتی و تصویری) اطلاعات مربوطه را عرضه می‌دارند. نمونه‌هایی از این گونه اطلاعات شامل: کمک‌های آنلاین، کتابچه‌های راهنما، اوراق سفید، دفترچه‌های مشخصات طراحی، نقشه‌های پروژه، برنامه‌های آزمون تست نرم‌افزار می‌باشند.
به عبارت دیگر، نویسندگان فنی مفاهیم فنی پیشرفته را بررسی و آنها را با شفاف‌سازی، به شکل دقیق و جامع در اختیار مخاطبان مورد نظر قرار می‌دهند و اطمینان حاصل می‌کنند که اطلاعاتی که می‌سازند برای استفادهٔ کاربران آن است. مهندسان، دانشمندان و سایر متخصصان نیز ممکن است در نوشتن فنی (ویرایش توسعه، تصحیح و غیره) مشارکت داشته باشند، اما در بیشتر مواقع از نویسندگان فنی برای توسعه، ویرایش و قالب‌بندی مطالب استفاده می‌شود.

## تاریخچه
به گفتهٔ انجمن ارتباطات فنی آمریکا (STC)، حرفه‌های ارتباطات فنی و تحریرهای فنی ابتدا در زمان جنگ جهانی اول، یعنی وقتی که اسناد فنی برای اهداف نظامی به یک ضرورت تبدیل شده بودند، مورد ارجاع قرار گرفتند، وقتی اسناد فنی برای اهداف نظامی در آمریکا ضروری شد. عنوان شغلی در ایالات متحده در طول جنگ جهانی دوم ظاهر شد، اگرچه تا سال ۱۹۵۱ وجود نداشت، اما اولین تبلیغ «درخواست استخدام نویسندهٔ فنی» منتشر شد. در حقیقت، عنوان نویسندهٔ فنی تا سال ۲۰۱۰ به دفترچهٔ آماری اشتغال شغلی دفتر کار ایالات متحده اضافه نشد. در دههٔ ۴۰ و ۵۰ میلادی، ارتباطات فنی و نویسندگان برای تهیهٔ اسناد برای ارتش آمریکا استخدام شدند که اغلب شامل دستورالعمل‌های دقیق در مورد تسلیحات جدید بود. سایر ارتباطات فنی و نویسندگان در تهیهٔ اسناد برای فناوری‌های جدید که در آن زمان توسعه یافتند نقش داشتند.
به گفتهٔ جان اوهارا؛ نویسندهٔ آمریکایی: «جنگ، مهم‌ترین محرک پیشرفت علمی و فناوری بود. سپاه پزشکی ارتش آمریكا در جنگل‌های پاناما با مالاریا جنگید، سپاه شیمیایی، پیشرفت‌های شیمیایی در به کارگیری مواد منفجره و استفاده از گازهای مسموم و دفاع در برابر آنها را تجربه کرد، منطقهٔ منهتن، كانون مهندسان شد و به معنای واقعی کلمه در درک فیزیک جهش‌های کوانتومی ایجاد شد و نیروی هوایی، پیشگام طراحی هواپیما شد.»

## مهارت‌ها
یک نویسندهٔ فنی علاوه بر مهارت تحقیق کردن، تسلط به زبان‌های مختلف، نوشتن، ویرایش و بازبینی، می‌تواند در موارد زیر هم مهارت داشته باشد:
- تحلیل‌گر کسب‌وکار
- زبان برنامه‌نویسی
- مدیریت محتوا
- طراحی محتوا
- طراحی گرافیک
- نمایه یا Indexing
- معماری اطلاعات
- طراحی اطلاعات
- بومی‌سازی زبان
- آموزش و تدریس
- ترجمهٔ فنی
- فناوری آموزشی
- واسط کاربر
- ویرایش ویدئو
- طراحی وب
- اچ‌تی‌ام‌ال
- تست قابلیت استفاده Usability testing
- حل مسئله

یک نویسندهٔ فنی ممکن است مهارت‌های خود را در تولید محتوای غیرفنی نیز به کار ببرد. همچنین یک نویسندهٔ فنی معمولاً یک متخصص در مورد موضوع مورد نظرش  نیست، اما با متخصص‌ها مصاحبه می‌کند و تحقیقات لازم را برای نوشتن و تدوین مطالب فنی انجام می‌دهد. نویسندگان فنی تحقیقاتی کامل را برای درک موضوع مورد نظر انجام می‌دهند.

## ویژگی‌ها
نویسندگان فنی حرفه‌ای، توانایی ایجاد، جذب و انتقال مطالب فنی را به روشی مختصر و مؤثر دارند. آنها ممکن است در یک بخش خاص تخصص داشته باشند اما باید درک خوبی از چیزی که توصیف می‌کنند نیز داشته باشند.  نویسندگان فنی اطلاعات بسیاری از منابع را جمع‌آوری می‌کنند و منابع اطلاعاتی آنها معمولاً در یک سازمان در اختیار بقیهٔ افراد قرار می‌گیرد که می‌تواند از توسعه‌دهندگان گرفته تا بخش‌های بازاریابی باشد.
بر اساس گفتهٔ مایک مارکل نویسندهٔ کتاب ارتباطات فنی، (Technical Communication): «اسناد فنی مفید با هشت ویژگی ارزیابی می‌شوند:
- صداقت
- شفافیت
- دقت
- جامع بودن
- قابل دسترس بودن
- صحت
- ظاهر حرفه‌ای
- صحیح بودن

نویسندگان فنی بر استفاده از تحقیقات دقیق خود برای ایجاد اسناد معتبر که این هشت ویژگی را داشته باشند تمرکز و کار می‌کنند.

## نقش و عملکردها
برای ایجاد مستندات فنی مؤثر، نویسنده باید سه عنصر زیر را تحلیل کند که منجر به درستی یک پروژهٔ خاص خواهد شد:
- مخاطب
- هدف
- زمینه

تحلیل مخاطب: نویسندگان فنی تلاش می‌کنند تا مفاهیم پیچیده یا فرایندها را برای درک خواننده تا حد ممکن ساده کنند. هدف نهایی یک سند مشخص این است که به خوانندگان کمک کند تا آنچه را لازم دارند و می‌یابند درک کنند و از آنچه می‌فهمند بهره ببرند و استفاده کنند. نویسندهٔ فنی هنگام تجزیه و تحلیل مخاطب معمولاً موارد زیر را می‌پرسد:
- مخاطبان چه کسانی هستند؟
- ویژگی‌های مخاطبان چیست؟
- نقش مخاطب چیست؟
- خواننده در مورد این موضع چه احساسی دارد؟
- خواننده در مورد ارسال‌کنندهٔ این مطلب چه حسی دارد؟
- مخاطب انتظار چه فرم و شکلی از موضوع را دارد؟
- وظیفهٔ مخاطب و نقش او چیست؟
- دلیل نیاز مخاطب چیست؟
- سطح دانش مخاطبان چقدر است؟
- چه عواملی بر موضوع و شرایط تأثیر می‌گذارد؟

هدف: یک نویسندهٔ فنی، هدف یا عملکرد ارتباطی سند مورد بررسی را نیز تجزیه و تحلیل می‌کند. تعیین اینکه آیا این ارتباطات قصد دارد خوانندگان را ترغیب کند که به روشی معین فکر یا عمل کنند، آنها را قادر به انجام یک کار خاص می‌کنند، به آنها کمک می‌کنند تا چیزی را درک کنند یا نگرششان را تغییر دهند و غیره. این موارد، نویسندهٔ فنی را در مورد چگونگی قالب‌بندی ارتباطات و نوع ارتباطی که انتخاب می‌کند راهنمایی خواهد کرد.
زمینه: شرایط فیزیکی و زمانی است که در آن خوانندگان از این ارتباطات استفاده می‌کنند. به عنوان مثال: در دفتر کار آنها، در یک کارخانهٔ تولیدی، طی ماه‌های کند تابستان یا در بحران شرکت. درک زمینهٔ یک وضعیت به نویسندهٔ فنی می‌گوید که چگونه خوانندگان از این ارتباطات استفاده می‌کنند. 

## طراحی اسناد
پس از جمع‌آوری اطلاعات بالا، یک سند برای خوانایی مطلوب و قابلیت استفاده از سوی نویسندهٔ فنی طراحی می‌شود. به گفتهٔ یک كارشناس، نویسندگان فنی از شش استراتژی طراحی برای برنامه‌ریزی و ایجاد ارتباطات فنی استفاده می‌كنند:
آرایش ساختار: ترتیب و سازماندهی عناصر بصری به شکلی که خوانندگان بتوانند ساختار آنها را ببینند.
تأکید: چگونه یک سند بخش‌های مهم را از طریق برجسته بودن یا اهمیت نمایش می‌دهد.
وضوح: استراتژی‌هایی که به گیرنده کمک می‌کند تا پیام را رمزگشایی کند، آن را به سرعت و به طور کامل درک کند و در صورت لزوم واکنش نشان دهد.
جامع بودن: فلهٔ بصری و پیچیدگی طرح
تن: صدا یا حس یک سند. 
اخلاق: میزان اعتباری که زبان بصری در یک سند به دست می‌آورد. 

## صلاحیت‌ها
نویسندگان فنی معمولاً ترکیبی از توانایی‌های فنی و نوشتاری را دارند. آنها به طور معمول دارای مدرک یا گواهینامه‌ای در زمینهٔ فنی هستند، اما ممکن است فقط یک مقاله در زمینهٔ روزنامه‌‌نگاری، تجارت یا زمینه‌های دیگر داشته باشند. بسیاری از نویسندگان فنی، از حوزهٔ دیگری مانند روزنامه‌نگاری یا یک رشتهٔ فنی مانند مهندسی یا علوم به این گرایش مشغول می‌شوند و اغلب بعد از یادگیری مهارت‌هایی از طریق کلاس‌های ارتباطات فنی.

## روش‌شناسی
برای تهیهٔ یک سند فنی، یک نویسندهٔ فنی باید موضوع، هدف و مخاطب را درک کند که به این کار، روش‌شناسی یا متودولوژی می‌گویند. آنها با مطالعهٔ مطالب موجود، مصاحبه با SME و اغلب با استفاده از محصول، اطلاعات را جمع می‌کنند. آنها در مورد مخاطب مطالعه می‌کنند تا نیازها و سطح درک فنی او را یاد بگیرند. چرخهٔ عمر توسعهٔ یک نشریهٔ فنی به طور معمول شامل پنج فاز است که با برنامهٔ کلی توسعهٔ محصول هماهنگ است:
فاز ۱: جمع‌آوری اطلاعات و برنامه‌ریزی
فاز ۲: مشخصات محتوا
فاز ۳: توسعه و پیاده‌سازی محتوا
فاز ۴: تولید
فاز ۵: ارزیابی
چرخهٔ عمر توسعهٔ سند معمولاً از شش مرحله تشکیل شده است:
۱. پروفایل مخاطب‌ها (شناسایی مخاطب هدف)
۲. تجزیه و تحلیل کار کاربر (تجزیه و تحلیل وظایف و اطلاعات بر اساس مخاطب هدف)
۳. معماری اطلاعات (طراحی مبتنی بر آنالیز و نحوهٔ تهیهٔ سند)
۴. توسعهٔ محتوا (تهیه/ تهیهٔ سند)
۵. بررسی‌های فنی و سرمقاله (بررسی با مدیران سطح بالاتر پرسنل و غیره)
۶. قالب‌بندی و انتشار (انتشار سند)

## نویسنده‌های فنی مشهور
- ویلیام گدیس، (William Gaddis) نویسنده‌ٔ اهل نیویورک آمریکا که پس از استقبال ضعیف از اولین رمان خود با عنوان (The Recognitions) در سال ۱۹۹۵، به مدت یک دهه و نیم به عنوان نویسندهٔ فنی در شرکت‌هایی چون Pfizer و Eastman Kodak مشغول به کار بود.
- گوردون گراهام، (Gordon Graham) کارشناس مقالات سفید و استاد سابق نویسندگی که اهل کانادا بود.
- دکتر دن ریچارد جونز، (Dan Jones) پروفسور گروه انگلیسی در دانشگاه مرکزی فلوریدا در اورلاندو و عضو انجمن ارتباطات فنی است.

## عناوین مشابه
نویسندگان فنی می‌توانند عناوین شغلی مختلفی داشته باشند که برخی از آنها به این ترتیب است:
رابط فنی
- توسعه‌دهندهٔ محتوای فنی
- متخصص اسناد فنی
- توسعه‌دهندهٔ محتوا
- طراح محتوا
- توسعه‌دهندهٔ اطلاعات فنی
- معمار اطلاعات
- مهندس اطلاعات
- طراح اطلاعات
- توسعه‌دهندهٔ اطلاعات
- متخصص اسناد و مدارک
- متخصص مدیریت اسناد
- مدیر مستندات
- مهندس متن